# 浩勒图高勒镇
浩勒图高勒镇，是中华人民共和国内蒙古自治区锡林郭勒盟西乌珠穆沁旗下辖的一个乡镇级行政单位。

## 行政区划
浩勒图高勒镇下辖以下地区：
阿拉坦敖包嘎查、哈拉盖图嘎查、道伦达坝嘎查、哈布其拉嘎查、巴彦哈日嘎查、乌日吉勒嘎查、查干淖尔嘎查、温都日呼嘎查、萨如拉塔拉嘎查、新宝拉格嘎查、洪格尔敖包嘎查、雅日盖图嘎查、巴彦宝拉格嘎查、阿拉坦高勒嘎查、阿拉坦敖都嘎查、脑干宝拉格嘎查、乌日图高勒嘎查、巴拉嘎尔高勒嘎查和浩勒图高勒苏莫。